# Ardón
Ardón ist eine Gemeinde (Municipio) mit 550 Einwohnern (Stand: 2024) in der Provinz León der Autonomen Gemeinschaft Kastilien-León. Die Gemeinde besteht neben dem namensgebenden Hauptort Ardón aus den Ortschaften Benazolve, Cillanueva, Fresnellino del Monte, San Cibrián und Villalobar.

## Geographie
Ardón liegt etwa 18 Kilometer südlich von León in einer Höhe von ca. 785 m. Der Río Esla begrenzt die Gemeinde im Osten. Die Autovía A-66 führt in Nord-Süd-Richtung durch die Gemeinde. 

## Bevölkerungsentwicklung
| Jahr        | 1900 | 1950 | 1970 | 1981 | 1991 | 2001 | 2011 | 2021 |
| ----------- | ---- | ---- | ---- | ---- | ---- | ---- | ---- | ---- |
| Einwohner   | 1795 | 1694 | 1137 | 867  | 805  | 690  | 609  | 565  |
| Quelle: INE |      |      |      |      |      |      |      |      |

## Sehenswertes
- Marienkirche in Ardón
- alte und neue Kirche von Villalobar

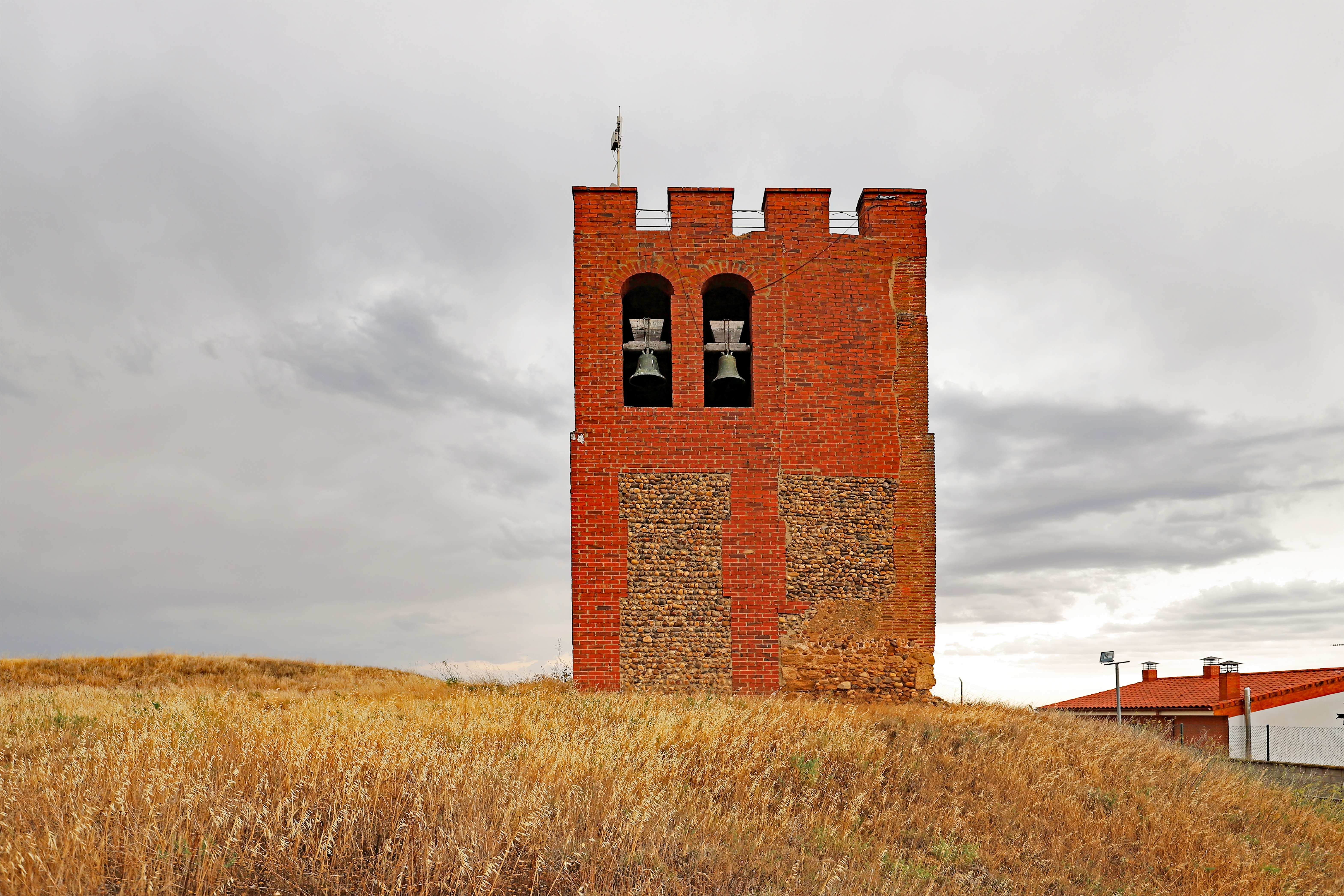
Marienkirche
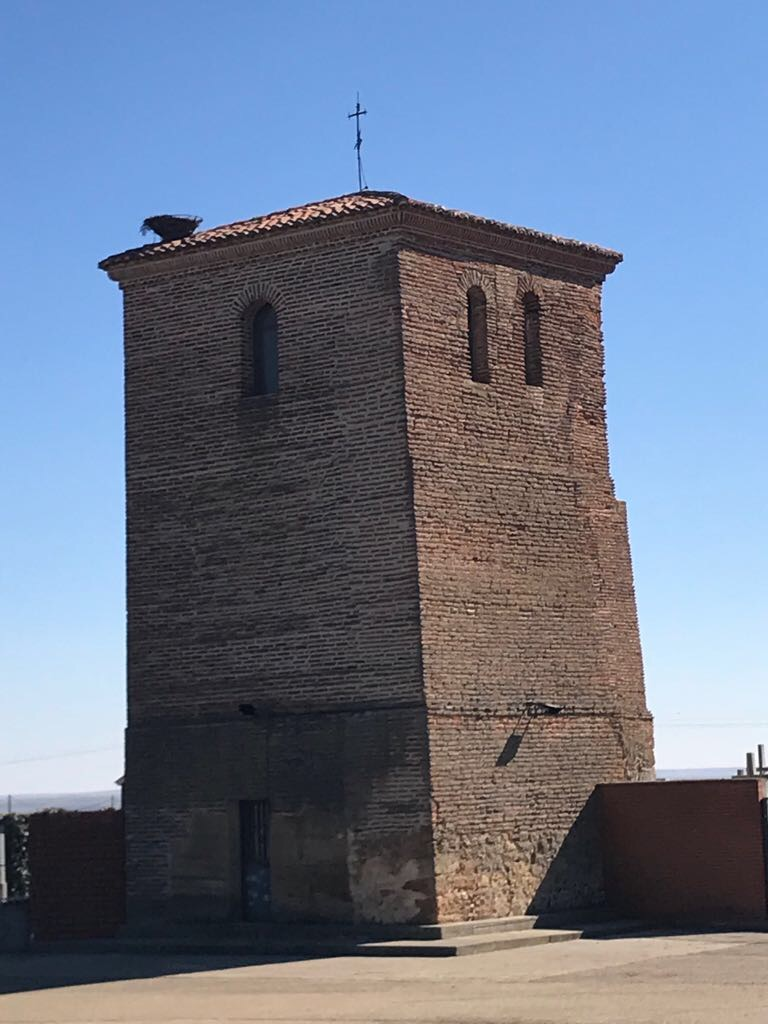
Alte Kirche von Villalobar
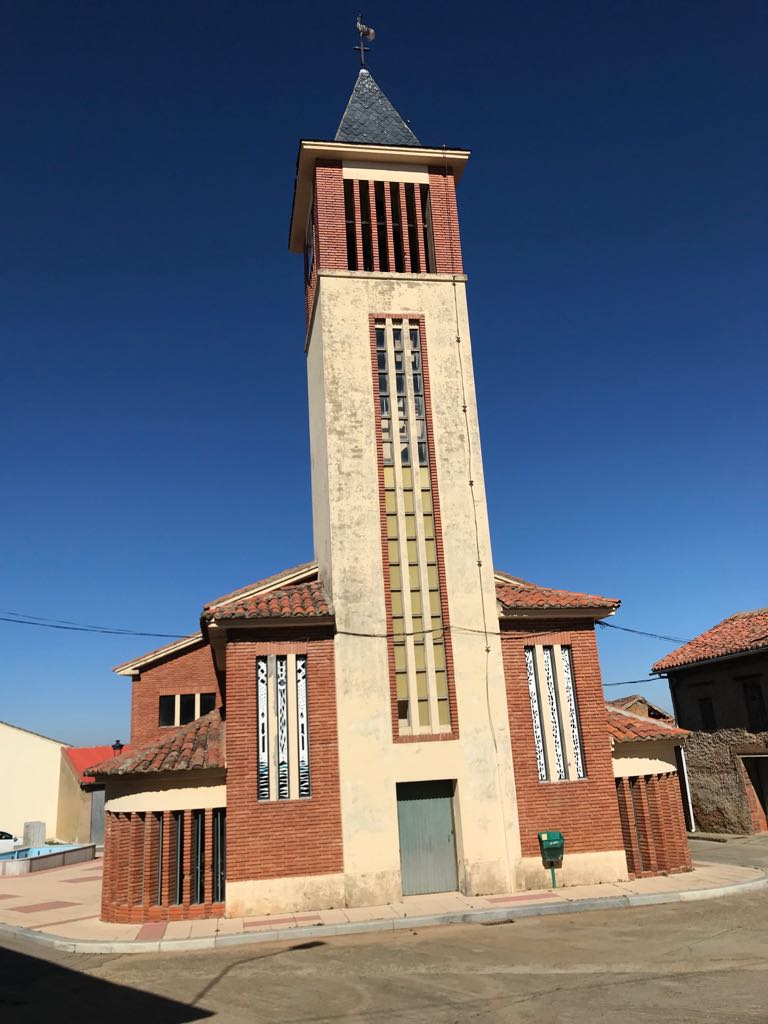
Neue Kirche von Villalobar
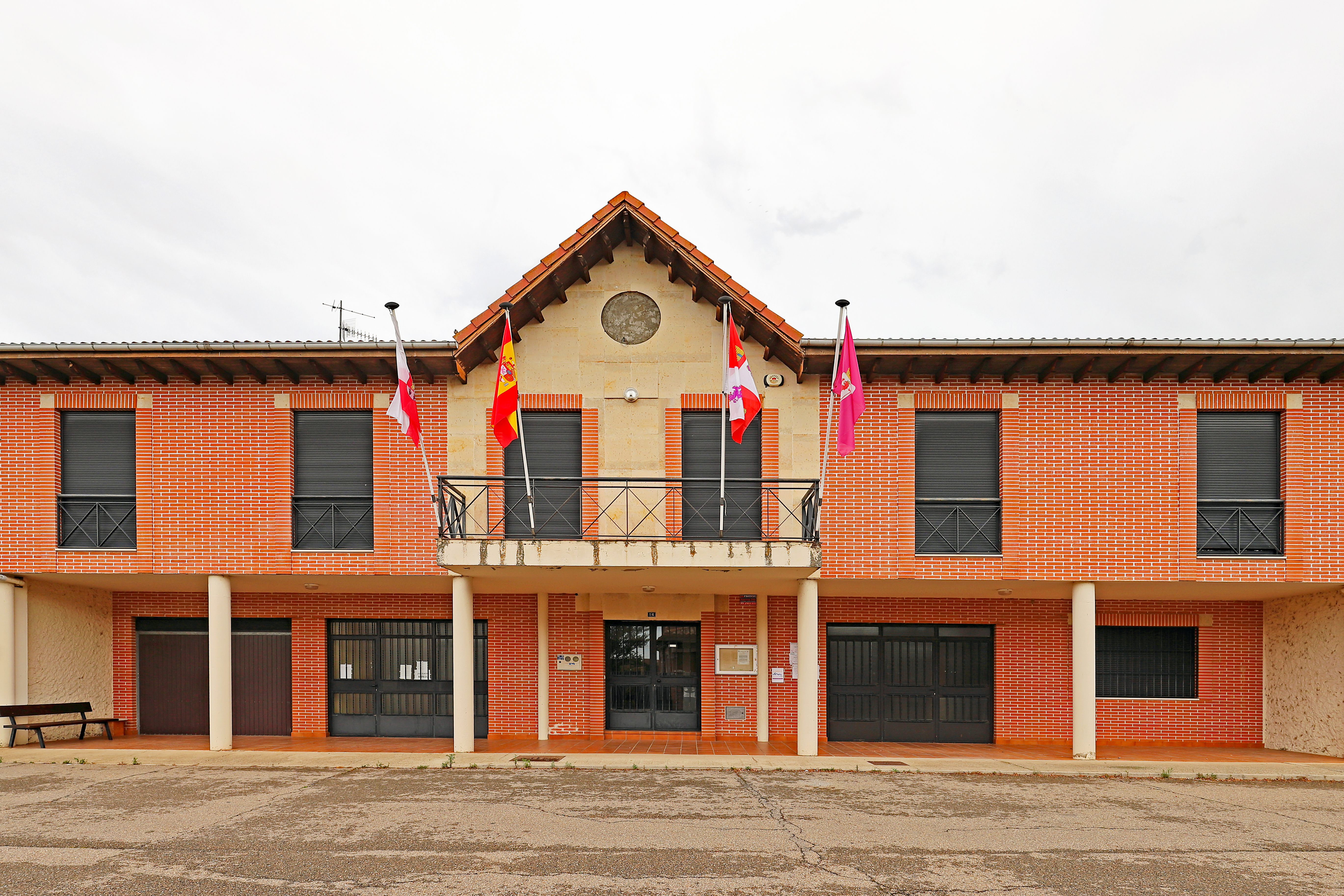
Rathaus